# 找尋著妳 〜New Jersey United〜
「找尋著妳 〜New Jersey United〜」（日语：君をさがしてた 〜New Jersey United〜）是化學超男子第4張單曲。於2002年5月9日發售。

## 解説
- 出道專輯《The Way We Are》中的重發單曲，原曲曾收錄於單曲《Point of No Return》中。
- 雖為重發單曲，但從歌聲到鍵盤樂器都為重新灌錄，與專輯裡收錄的版本大為不同，甚至加入了美國的紐澤西合聲福音歌隊一同合音，歌曲亦因此易名[1]。
- 二人在接受訪問時，均表示過這是他們最喜歡的歌曲之一[2]。
- 初回盤附送PV的DVD，通常盤則追加收錄3首歌曲。

## 收錄曲目

### 初回限定盤
DISC 1 / CD
1. 找尋著妳 〜New Jersey United〜
(作詞・作曲:KAWAGUCHI DAISUKE)
富士電視台日劇「婚禮仲介人」主題曲
2. Running Away
(作詞:TATSUTANO JUN　作曲:SAGISU SHIRO)

DISC 2 / DVD
1. 找尋著妳 〜New Jersey United〜 <Music Clip>

### 通常盤
1. 找尋著妳 〜New Jersey United〜
(作詞・作曲:KAWAGUCHI DAISUKE)
2. Running Away
(作詞:TATSUTANO JUN　作曲:SAGISU SHIRO)
3. 找尋著妳 ～Seamo Nator & DJ TAKI-SHIT Remix feat. CRYSTAL BOY (NOBODY KNOWS)
(作詞・作曲:KAWAGUCHI DAISUKE)
4. Running Away (Spanish Passion)
(作詞:TATSUTANO JUN　作曲:SAGISU SHIRO)
5. 找尋著妳 ～New Jersey United～ (LESS VOCAL)
(作詞・作曲:KAWAGUCHI DAISUKE)